# テイケイグループ杯女流レジェンド戦
テイケイグループ杯女流レジェンド戦（テイケイグループはいじょりゅうレジェンドせん）は、日本の囲碁の棋戦。45歳以上で、所定の条件を満たした女流棋士が出場できる女流棋戦（公式戦）である。
テイケイの協賛を得て、俊英戦・レジェンド戦とともに2021年に創設。創設時の棋戦名は「テイケイ杯女流レジェンド戦」で、第3回から協賛がテイケイグループ各社に広がったことで現名称となった。

## 概要
- 主催：日本棋院
- 協賛：テイケイグループ[注 1]（第3回- 。第1-2回はテイケイ株式会社のみが協賛）
- 協力：関西棋院、囲碁・将棋チャンネル
- 賞金：200万円

### 出場棋士
日本棋院または関西棋院所属で45歳以上の女流棋士のうち、女流棋戦でのタイトル獲得経験がある棋士と、前年の七大タイトル戦及び女流棋戦での獲得賞金ランキングが上位の棋士が出場できる。

### 方式
トーナメント戦で優勝者を決定する。女流棋戦でのタイトル獲得経験がある棋士は本戦にシード。また、本棋戦で本戦ベスト4以上に進出した棋士はテイケイグループ杯レジェンド戦本戦進出の資格を得る。
持ち時間は、本戦及び決勝戦は1時間30分、予選1時間。コミ6目半。

## 歴代優勝者と決勝戦
（左が優勝者、カッコ内はレジェンド戦本戦への出場資格を得たベスト4、順不同）
1. 2021年 青木喜久代 - 加藤朋子（佃亜紀子、穂坂繭）
2. 2022年 小西和子 - 桑原陽子（大澤奈留美、吉田美香）
3. 2023年 小林泉美 – 小山栄美（桑原陽子、大澤奈留美）
4. 2024年 小林泉美 – 大澤奈留美（小西和子、吉原由香里）